# Gli sdraiati
Gli sdraiati é um filme italiano de comédia dramática de 2017 dirigido por Francesca Archibugi.

## Sinopse
Giorgio é um famoso jornalista que, junto com sua ex-mulher, cuida de seu filho adolescente, Tito. Este último tem uma relação conflituosa com o pai e prefere ficar com os amigos, mas tudo muda quando conhece Alice.

## Elenco
- Claudio Bisio como Giorgio Selva
- Gaddo Bacchini como Tito Selva
- Ilaria Brusadelli como Alice Bendidio
- Cochi Ponzoni como Pinin Innocenti
- Antonia Truppo como Rosalba Bendidio
- Matteo Oscar Giuggioli como Lombo
- Gigio Alberti como Gianni
- Barbara Ronchi como Annalisa
- Federica Fracassi como Carla
- Donatella Finocchiaro como Presidente Barenghi
- Sandra Ceccarelli como Livia Innocenti
- Carla Chiarelli como Elena
- Giancarlo Dettori como psicanalista